# Turnstiles
Turnstiles är ett musikalbum av Billy Joel som lanserades 1976. Joels tre tidigare album hade alla spelats in i Kalifornien, men inför inspelningarna av detta album återvände han till sin hemstad New York, och detta refereras också i skivans låttitlar, inte minst den inledande låten "Say Goodbye to Hollywood", samt "New York State of Mind". Joel hade dock först spelat in albumet i Kalifornien med James William Guercio som producent, men han blev inte nöjd med resultatet och spelade in skivan på nytt i New York med sig själv som producent. Albumet blev ingen större kommersiell framgång, men låten "Say Goodbye to Hollywood" blev en amerikansk hit 1981 då en liveversion från albumet Songs in the Attic släpptes som singel.

## Låtlista
(alla låtar komponerad av Billy Joel)
1. "Say Goodbye to Hollywood" – 4:36
2. "Summer, Highland Falls" – 3:15
3. "All You Wanna Do Is Dance" – 3:40
4. "New York State of Mind" – 5:58
5. "James" – 3:53
6. "Prelude/Angry Young Man" – 5:17
7. "I've Loved These Days" – 4:31
8. "Miami 2017 (Seen the Lights Go Out on Broadway)" – 5:12

## Listplaceringar
- Billboard 200, USA: #122[1]